# Liliella gladiatrix
Liliella gladiatrix är en insektsart som beskrevs av Piza Jr. 1980. Liliella gladiatrix ingår i släktet Liliella och familjen vårtbitare. Inga underarter finns listade i Catalogue of Life.